# Paul Fleming
Pour les articles homonymes, voir Fleming.
Paul Fleming, né le 5 octobre 1609 à Hartenstein et mort à Hambourg le 2 avril 1640, est un poète allemand de l'école d'Opitz.

## Biographie
De son père, le pasteur de Hartenstein Abraham Fleming, Paul reçoit sa première éducation qu'il a parachevé à Mittweida. Dès l'âge de 14 ans, Johann Hermann Schein, le cantor de l'église Saint-Thomas de Leipzig, l’accueille dans son école et Fleming poursuit ses études en entrant à la faculté de médecine de Leipzig en 1628. Il en sort en 1633 avec une maîtrise. C'est à cette occasion qu'il croise le chemin de Martin Opitz, un théoricien reconnu de la poésie baroque.
En 1633, attristé par les événements de la guerre de Trente Ans, il gagne le Holstein à l'invitation d'Adam Olearius, secrétaire de l'ambassadeur que Frédéric III de Holstein-Gottorp entretenait. En août 1634, les diplomates atteignent Moscou, une partie de la délégation est de retour au château de Gottorf au printemps suivant alors que Fleming est retardé à Reval (aujourd'hui Tallinn). En octobre de la même année, les plénipotentiaires se rendent en Perse et atteignent Ispahan en août 1637 et y restent jusqu'en 1639. De retour dans le nord de l’Allemagne, il épouse Anna Niehusen, une jeune femme rencontrée lors de son séjour à Reval.
Fleming obtient à Leyde son diplôme de docteur en médecine (1640) et décide de se rendre à Reval pour s'y établir comme médecin. Peu avant le départ, il décède d'une pneumonie et est enterré à l'église Sainte-Catherine de Hambourg.
Johann Sebastian Bach utilise ses textes dans les cantates BWV 13, 44 et 97.

## Œuvre

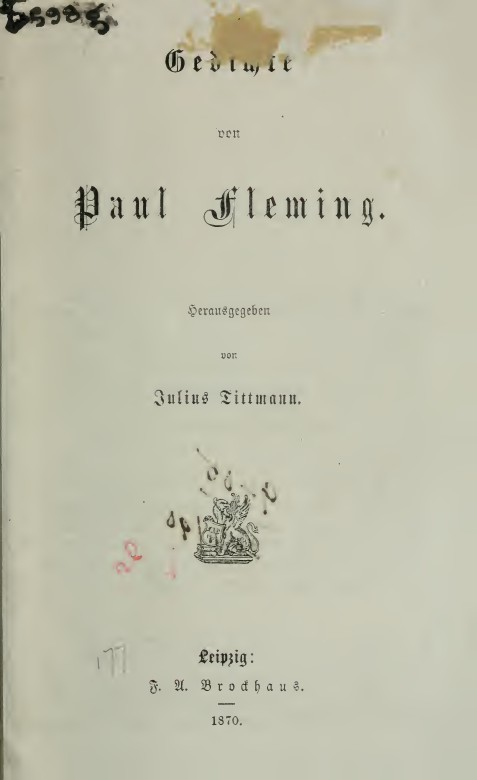
Gedichte (1870)

Ce n'est qu'en 1646 qu'un de ses amis publia ses ouvrages, parmi lesquels nous citerons la traduction en vers des Psaumes de David, Leiden und Tod Unsers Erlösers (Passion et mort de notre sauveur).
- Klagegedichte über … Leiden und Tod Jesu Christi (1632).
- Poetischer Gedichten … Prodomus (1641).
- Teutsche Poemata (1646); ab 1651 unter dem Titel Geist- und Weltliche Poemata.
- Im Evangelischen Gesangbuch ist ein Lied (EG 368) von Paul Fleming abgedruckt: In allen meinen Taten.

## Sources
- (en) Biographie sur Bach-cantatas.com
- Nouveau Larousse illustré, 1898-1907 (publication dans le domaine public)